# Aladdin Sane
Aladdin Sane — шестой студийный альбом британского исполнителя Дэвида Боуи, выпущенный на лейбле RCA Records в 1973 году. Продолжающий успех своего предшественника — The Rise and Fall of Ziggy Stardust and the Spiders from Mars, он стал первым альбомом, который Боуи написал и выпустил уже как известный рок-музыкант. Хотя многие критики соглашаются, что в нём содержатся некоторые из лучших песен Боуи, мнения относительно общего качества альбома зачастую отличаются. Редакторы New Musical Express Рой Карр и Чарльз Шаар Мюррей назвали альбом «странно неудовлетворительным, значительно проигрывающим общей сумме частей» (англ. «oddly unsatisfying, considerably less than the sum of the parts»), в то время как биограф Николас Пегг описал лонгплей, как «одно из самых актуальных, убедительных и существенных» произведений Боуи. Обзор Бена Герсона в журнале Rolling Stone охарактеризовал его как «менее безумный чем „The Man Who Sold the World“, и менее интимный, чем „Hunky Dory“». Он стал одним из шести альбомов Боуи, попавший в список журнала Rolling Stone «500 величайших альбомов всех времён» (№ 277 и № 279 в пересмотренном списке 2012 года). Альбом занял № 77 в рейтинге интернет-издания Pitchfork «100 лучших альбомов 70-х».
Обложка альбома с изображением молнии на лице считается одним из самых знаковых изображений Дэвида Боуи. Дизайн обложки альбома, предполагает дискуссию, которая могла бы происходить между двумя личностями. Изображение Боуи на обложке представляет собой раскол между персонажем Зигги Стардаста и (согласно биографии Джорджа Хопкинса) «идеей о рок-н-рольной Америке» Боуи. Зигзаг молнии, который разделяет лицо Боуи, подчеркивает эту концепцию.
В 2011 году обложка альбома вошла в список 50 лучших обложек альбомов всех времён по мнению читателей интернет-издания MusicRadar.

## Зигги отправляется в Америку
Название альбома — игра слов «A Lad Insane» (с англ. — «Безумный Парень»). Ранней версией названия альбома была Love Aladdin Vein, которую Боуи отбросил, частично из-за его коннотации наркотиков. Хотя технически новый «персонаж» Боуи, Aladdin Sane (Аладдин Разумный) был по существу развитием Зигги Стардаста в его внешности и персоне, о чём свидетельствуют снимки фотографа Брайана Даффи и концерты Боуи в течение 1973 года. Кульминацией стала «отставка» Зигги Стардаста на концерте в Hammersmith Odeon в июле того же года. Кроме того, на этом альбоме не было общей концепции, которая присутствовала у его предшественника.
Боуи описал Aladdin Sane просто — «Зигги отправляется в Америку», темы большинства песен — его наблюдения в дороге, он сочинил их во время своего турне по Соединённым Штатам в 1972 году — это причина географических названий после каждого заголовка песни на оригинальном конверте пластинки. Биограф Кристофер Сэндфорд считает: альбом продемонстрировал, что Боуи «был потрясён и вдохновлён Америкой».
По словам Боуи, его смешанные чувства от этого путешествия были обусловлены «желанием быть на сцене и исполнять свои песни. С другой стороны, он на самом деле не хотел ехать на этих автобусах со всеми этими странными людьми… Так Aladdin Sane был разделён пополам». Такого рода «шизофрения», а Боуи так описывал это чувство, была передана на обложке с помощью его макияжа, где молния символизирует двойственность сознания, хотя позже Боуи рассказал друзьям, что «безумный парень» из заглавной песни был вдохновлён его братом Терри, которому поставили диагноз шизофрения. Боуи сам пришёл к мысли о молнии на своем лице, но сказал, что слеза была идеей Брайана Даффи: «он [Брайан] добавил ее позже, просто положил ее туда. Мне это показалось довольно милым». Как один из самых знаковых образов Боуи, он был назван «Моной Лизой обложек альбомов» Миком Маккеном в газете The Guardian.

## Запись и стиль
Большая часть Aladdin Sane была записана на Trident Studios в Лондоне с декабря 1972 по январь 1973, между частями американского тура в поддержку альбома Ziggy Stardust. Желание как можно скорее выпустить альбом повлияло на песни «Watch That Man» и «Cracked Actor», конечное микширование критиковали за чрезмерное влияние Rolling Stones, оно похоронило вокал и гармонику, соответственно. Боуи и продюсер Кен Скотт позднее опровергли это предложение относительно «Watch That Man», утверждая, что они выпустили ремикс, который выдвинул вокал на первый план, как задумывал менеджмент и RCA Records, он был ближе к оригиналу, который в конечном счёте был выпущен.
Aladdin Sane демонстрировал более хард-роковый звук, чем его предшественник, особенно в композициях «Panic in Detroit» (построенный вокруг бита барабанщика) и головокружительной кавер-версии песни Rolling Stones «Let’s Spend the Night Together». Альбом был также примечателен своим исследованием необычных музыкальных стилей, таких как авангардный джаз в заглавной композиции и брехтовское кабаре «Time», причём последняя известна по отрывку «Время … мастурбируя, упало на пол». На этих композициях блистательно сыграл известный пианист Майк Гарсон, его работа также фигурирует в «Lady Grinning Soul», балладе в духе бондианы, вдохновлённой певицей Клаудией Линнир.

## Синглы
Два сингла, которые вошли в альбом, предшествовали его выпуску: «The Jean Genie» и «Drive-In Saturday». Первый — (записанный в Нью-йоркских студиях RCA во время первой части американского тура Боуи в конце 1972 года) был тяжёлым пыхтением R&B, с лирикой по мотивам Игги Попа, второй — футуристический ду-воп трек, описывающий время, когда население переосмысливало технику секса, смотря старые порнофильмы. «Time» был впоследствии выпущен в качестве сингла в США и Японии, а «Let’s Spend the Night Together» — в США и Европе. В 1974 году Лулу выпустила кавер-версию «Watch That Man» как сторону «Б» сингла «The Man Who Sold the World», спродюсированного Боуи и Миком Ронсоном.

## Выпуск
Имея около 100 тысяч копий предварительного заказа, альбом Aladdin Sane дебютировал на вершине британского хит-парада и достиг № 17 в Америке, тем самым став самым коммерчески успешным альбомом Боуи в обеих странах на тот момент. Альбом был продан тиражом 4,6 миллиона копий по всему миру, что сделало его одним из самых продаваемых альбомов Боуи. Реакция критики была в целом хвалебной, хотя в США она была более восторженной, чем в Великобритании. Rolling Stone обратил внимание на «провокационные мелодии Боуи, дерзкую лирику, мастерские аранжировки (с Миком Ронсоном) и продюсирование (Кен Скотт)», а Billboard назвал пластинку сочетанием «сырой энергии со взрывным роком». Однако в британской музыкальной прессе в колонках писем Боуи обвиняли в «продажности», а журнал Let it Rock счёл, что альбом скорее стильный, чем содержательный, полагая, что пластинке «было нечего сказать, имея всё, чтобы сказать это». Критик Роберт Кристгау из журнала The Village Voice написал несколько лет спустя, что его любимым альбомом Боуи был Aladdin Sane: «фрагментированная, довольно подержанная коллекция элегантных хард-роковых песен (плюс одна халтурная песня в стиле Жака Бреля), которая попала между концепциями Ziggy Stardust и Diamond Dogs. То, что Боуи улучшил свою музыку, подражая Rolling Stones, а не выразив себя, очевидно, является данью уважения этой группе, но это также подчеркивает, насколько практичным было всегда отношение Боуи к рок-н-роллу».
Боуи исполнял все композиции, кроме «Lady Grinning Soul», на гастролях в 1972—1973 годах, и многие из них — в туре 1974 года Diamond Dogs. Концертные версии всех песен, кроме «The Prettiest Star» и «Lady Grinning Soul», были выпущены на различных дисках, включая Ziggy Stardust — The Motion Picture, David Live и Aladdin Sane — 30th Anniversary. «The Jean Genie» — единственная песня из альбома, которую Боуи исполнял на концертах на протяжении всей своей карьеры. Однако в последние годы песня «Panic in Detroit» также регулярно появлялась в репертуаре музыканта, её сокращённый вариант был записан в 1979 году, но не был выпущен, пока наконец не попал в качестве бонус-трека на диск Scary Monsters (and Super Creeps), переизданный лейблом Rykodisc.
Летом 1973 года канадская рок-группа The Guess Who начала рекламную кампанию «реальный рок против глэм-рокеров вроде Дэвида Боуи» для продвижения их альбома #10 и сингла из него, «Glamour Boy». В рамках продвижения их песни менеджер группы Дон Хантер сделал заявление а-ля Дэвид Боуи об альбоме Aladdin Sane под заголовком «Не просто очередное симпатичное тело». После начального распространения этого заявления в музыкальных кругах The Guess Who испугались возможности судебного иска со стороны Боуи и отозвали своё заявление.

## Влияние
В честь этого альбома получил своё название вид блуждающих пауков Bowie aladdinsane рода Bowie (Ctenidae), впервые описанный немецким арахнологом Петером Егером в 2022 году.
Бельгийские астрономы-любители из общественной обсерватории MIRA Public Observatory совместно со студией Brussel создали «астеризм Боуи» в честь Дэвида Боуи в январе 2016 года; он изображает молнию с обложки альбома Aladdin Sane при помощи звёзд: Сигма Весов, Спика, Zeta Centauri, SAO 204132, Сигма Октанта, SAO 241641 и Бета Южного Треугольника, которые были рядом с Марсом в момент смерти Боуи.
Две песни из альбома — «Cracked Actor» и «Time» — были использованы в полнометражном биографическом документальном фильме 2017 года и стали саундтреками к сборнику под названием Beside Bowie: The Mick Ronson Story.

## Список композиций
Все песни написаны Дэвидом Боуи, за исключением отмеченных.
1. «Watch That Man» Нью-Йорк — 4:25
2. «Aladdin Sane» RHMS Ellinis[англ.] — 5:06
3. «Drive-In Saturday» Сиэтл-Финикс — 4:29
4. «Panic in Detroit» Детройт — 4:25
5. «Cracked Actor» Лос-Анджелес — 2:56
6. «Time» Новый Орлеан — 5:09
7. «The Prettiest Star» Gloucester Road — 3:26
8. «Let’s Spend the Night Together» (Мик Джаггер, Кит Ричардс) — 3:03
9. «The Jean Genie» Детройт и Нью-Йорк — 4:02
10. «Lady Grinning Soul» Лондон — 3:46

Примечания: В оригинальной версии полноформатной пластинки первая сторона содержит треки 1-5; вторая сторона 6-10.

## Издание на компакт-диске
Aladdin Sane был впервые выпущен на компакт-диске в 1984 году на лейбле RCA Records.

### 1990 Rykodisc/EMI
Доктор Тоби Маунтин из Northeastern Digital (Саутборо, штат Массачусетс) произвёл ремастеринг оригинального материала Aladdin Sane и выпустил его на сборнике без бонус-треков.

### 1999 EMI/Virgin
Питер Мью произвёл ремастеринг альбома на студии Abbey Road Studios без бонусного материала, с тем же набором композиций, как на компакт-диске 1984 года.

### 2003 EMI/Virgin
В 2003 году двухдисковая версия была выпущена лейблами EMI/Virgin. Второй в серии наборов 30th Anniversary 2CD Edition (вместе с Ziggy Stardust и Diamond Dogs), этот релиз включал в себя ремастерированную версию альбома на первом диске. Второй диск содержал десять треков, некоторые из которых были ранее выпущены в сборнике 1989 года Sound + Vision.

### Бонус CD (EMI/Virgin 2003)
1. «John, I’m Only Dancing» ('sax' version) — 2:45
2. «The Jean Genie» (single mix for single A-side, 1972) — 4:07
3. «Time» (edit for single A-Side, 1973) — 3:43
4. «All the Young Dudes» (mono mix) — 4:12
5. «Changes» (Live) Boston Music Hall — 3:20
6. «The Supermen» (Live) Boston Music Hall 2:42
7. «Life on Mars?» (Live) Boston Music Hall — 3:25
8. «John, I’m Only Dancing» Boston Music Hall — 2:40
9. «The Jean Genie» (Live) Santa Monica Civic Auditorium — 4:10
10. «Drive-In Saturday» (Live) Cleveland Public Auditorium — 4:53

### 2013 Parlophone/AIR
40-летние юбилейное переиздание альбома, перевыпущенного сотрудниками Ray в лондонской студии AIR Studios в формате CD и для цифровых носителей в апреле 2013 года.
Это переиздание альбома 2013 года было включено в бокс-сет 2015 года — Five Years (1969–1973) и выпущен отдельно в 2015—2016 годах на CD, виниле и в цифровом формате. 12-дюймовый ограниченный выпуск переиздания 2013 года, сделанный на серебряном виниле, был выпущен в 2018 году в честь 45-летия альбома.

## Участники записи
Музыканты
- Дэвид Боуи: вокал, гитара, губная гармоника, клавишные, саксофон
- Мик Ронсон: гитара, фортепиано, вокал
- Тревор Болдер: бас
- Мик «Вуди» Вудманси: ударные

| Дополнительные музыканты - Майк Гарсон: фортепиано - Кен Фордхэм: саксофон - Брайан «Бакс» Уилшоу: саксофон, флейта - Линда Льюис: бэк-вокал - Хуанита «Хани» Франклин: бэк-вокал - Уоррен Пис (G.A. MacCormack): бэк-вокал - Марк Болан: электрогитара | Производственный персонал - Дэвид Боуи: продюсер, аранжировка - Кен Скотт: продюсер, аудиоинженер - Мик Моран: аудиоинженер - Мик Ронсон: аранжировка |

## Хит-парады

### Альбом
| Год  | Хит-парад                           | Высшая позиция |
| ---- | ----------------------------------- | -------------- |
| 1973 | UK Albums Chart                     | 1              |
| 1973 | Billboard 200                       | 17             |
| 1973 | VG-lista                            | 11             |
| 1973 | Australian Kent Report Albums Chart | 7              |
| 1973 | French Albums Chart                 | 89             |
| 1973 | RPM Albums Chart                    | 20             |
| 1973 | MegaCharts                          | 4              |
| 1973 | Italian Abums Chart                 | 8              |
| 1973 | Sverigetopplistan                   | 5              |

| Год  | Хит-парад                        | Высшая позиция |
| ---- | -------------------------------- | -------------- |
| 1973 | Великобритания (UK Albums Chart) | 2              |
| 1973 | Италия (Italian Albums Chart)    | 32             |
| 1973 | Нидерланды (Buma/Stemra)         | 34             |
| 1973 | Франция (French Albums Chart)    | 39             |

### Сингл
| Год  | Сингл               | Хит-парад         | Высшая позиция |
| ---- | ------------------- | ----------------- | -------------- |
| 1972 | «The Jean Genie»    | UK Singles Chart  | 2              |
| 1972 | «The Jean Genie»    | Billboard Hot 100 | 71             |
| 1973 | «The Jean Genie»    | UK Singles Chart  | 2              |
| 1973 | «Drive-In Saturday» | UK Singles Chart  | 3              |

## Сертификаты
| Организация | Статус  | Дата           |
| ----------- | ------- | -------------- |
| RIAA — США  | Золотой | 3 августа 1983 |